# 韓正
韓 正（かん せい、英語: Han Zheng、ハン・チェン、1954年4月22日 - ）は、中華人民共和国の政治家。漢族である。2023年3月10日に第12代国家副主席（党内序列第8位）に就任。2017年から2023年まで、中国共産党政治局常務委員（党内序列第7位）と国務院常務副総理を務めた。

## 学歴
- 1954年4月22日に上海市に誕生する。本籍地は浙江省慈渓市である。
- 1983年 - 1985年、復旦大学大専班（短期大学部）に社会人入学して学ぶ。
- 1985年 - 1987年、華東師範大学夜間大学部の政治教育系政治教育専攻を学習。
- 1991年 - 1994年、華東師範大学国際問題研究所（大学院に相当）国際関係世界経済専攻、社会人院生として経済学修士を取得。

## 地方職歴
- 1975年 - 1980年、上海徐匯起重設置隊の倉庫管理員、販売事務員の仕事に就き、隊の中国共産主義青年団（共青団）総支部副書記も務めた。
- 1979年5月、中国共産党に入党する。
- 1980年 - 1982年、上海市化工装備工業公司幹事となるとともに、公司の共青団責任者となる。
- 1982年 - 1986年、上海市化工局共青団委員会書記となる。
- 1986年 - 1987年、上海市化工専科学校の党委員会副書記を務める。
- 1987年 - 1988年、上海ゴム靴工場の党委員会書記、副工場長を務める。
- 1988年 - 1990年、上海大中華ゴム工場の党委員会書記、副工場長を務める。
- 1990年 - 1991年、共青団上海市委員会副書記（通常業務執り）を務める。
- 1991年 - 1992年、共青団上海市委員会書記を務める。
- 1992年 - 1993年、党上海市盧湾区委員会副書記、盧湾区人民政府代理区長を務める。
- 1993年 - 1995年、党盧湾区委員会副書記、盧湾区人民政府区長を務める。
- 1995年 - 1997年、上海市人民政府副秘書長を経て市人民政府総合経済工作委員会副書記を務めと、市人民政府計画委員会主任と市計画委員会党組書記を兼務し、その後市人民政府証券管理弁公室主任を務める。
- 1997年 - 1998年、党上海市委員会常務委員と同市人民政府副秘書長を兼務する。
- 1998年 - 2002年、党上海市委員会常務委員と同市人民政府副市長を兼務する。
- 2002年 - 2003年、党上海市委員会副書記と同市人民政府副市長を兼務する。
- 2003年 - 2004年、党上海市委員会と同市人民政府市長を兼務する。
- 2004年  -2006年、党上海市委員会副書記と同市人民政府市長を兼務し、上海世界博覧会組織委員会副主任委員と同執行委員会執行主任を兼務する。
- 2006年 - 2007年、不祥事で失脚した陳良宇の代わりに、党上海市委員会書記代理を一時的に務めるとともに同市人民政府市長を兼務する。その後、習近平の上海市党書記への正式着任に伴い、代理を終了。上海世界博覧会組織委員会副主任委員、同委員会第一副主任委員、および同委員会執行委員会執行主任を兼務する。
- 2007年 - 2008年、党上海市委員会副書記と同市人民政府市長を兼務し、上海世界博覧会組織委員会第一副主任委員と同委員会執行委員会執行主任を兼務する。
- 2008年 - 2011年、党上海市委員会副書記と同市人民政府市長を兼務し、2010年上海世界博覧会組織委員会副主任委員と同委員会執行委員会執行主任を兼務する。
- 2011年 - 2012年、党上海市委員会副書記と同市人民政府市長を兼務する。
- 2012年 - 2012年12月、党上海市委員会書記と同市人民政府市長を兼務する。
- 2012年12月26日から、党中央政治局委員を務めるとともに、党上海市委員会書記を専任している[2]。
- 2017年10月29日、党上海市委員会書記を李強に譲り退任[3]。

## 党中央役職
- 2002年11月 - 2007年10月、党第16期中央委員会委員。
- 2007年10月 - 2012年11月、党第17期中央委員会委員。
- 2012年11月-  2017年10月、第18期中央委員会委員および党第18期党中央政治局委員を兼務。
- 2017年10月-  2022年10月 、第19期中央委員会委員および党第19期党中央政治局常務委員会委員を兼務、この時点で党内序列第7位。
- 2018年3月19日から2023年3月11日まで国務院常務副総理[4]。（経済改革、財政、香港マカオ政策などを担当[5][6]）
- 2023年3月10日、第12代国家副主席に就任、この時点で党内序列第8位。

## エピソード
- 上海市人民政府市長に初めて就任した時は48歳であり、中華人民共和国建国以来最年少の市長の誕生であった。
- 党上海市委員会副書記を務めていた時期に、上司である党上海市委員会書記の陳良宇が解任される事態となり、臨時に韓正は同委員会代理書記に就任した。本来なら直近の上海市党大会において、順当に正式の党上海市委員会書記として任命されるものとみられていた。しかし会期終了前の2007年3月に、上海市と縁のない習近平が党上海市委員会書記に就任することとなり、異例の人事となった。その7か月後に新たな会期が開始すると、今度は兪正声が同委員会書記に就くこととなり、またしても韓正は同委員会書記のポストを逃した。この間、韓正は彼らの部下として同委員会副書記の役職を続けた。これらの人事は、上海における団派（共青団派）の影響を排除したい江沢民派の意向が強く反映された結果であると考えられている。なお、党上海市委員会書記の役職に就いた人物は中央政治局委員になることが慣例となっている。このため、韓正は中央政治局委員の役職についても手にすることができなかった。結局、1期5年間を棒に振り、2012年に晴れて党上海市委員会書記および党中央政治局委員の役職を得ることとなる。
- 国際都市上海の地位を反映し、都市間の国際交流も活発に行われている。韓正は市長時代の2008年6月に、上海を訪れた台北市長の郝龍斌と上海市人民政府を代表して会談した。しばらくして台湾からの招へいを受け、2010年4月6日から4日間台湾に滞在し、台北において郝龍斌と上海市人民政府を代表して会談した。また、同年5月には上海万博を成功させた。市長を辞めた後も、共産党上海市委員会を代表して、2016年5月にはインド[7] とタイ王国を訪問した[8]。